# Угорська рапсодія (фільм)
«Угорська рапсодія» (угор. Magyar rapszódia) — угорський історичний художній фільм режисера Міклоша Янчо, знятий у 1978 році на студії «Objektiv Film».
Прем'єра фільму відбулася 4 жовтня 1979 року.

## Сюжет
Перша частина режисерської драматичної дилогії про історію Угорщини розповідає про події, що відбувалися від початку ХХ століття до другої світової війни. Історія очима Іштвана Жаданія - сина багатого землевласника. Друга частина - "Варварське алегро" (1979). Два сини великого угорського землевласника Жаданія вирушають на фронт першої світової війни. Після кількох років війни солдати більше не хочуть воювати. У частині, де служать брати, спалахує бунт. Старший брат Іштван жорстоко придушує бунт і наказує розстріляти кожного десятого солдата. Незабаром до влади в Угорщині приходять революціонери, котрі протрималися недовго. Звернено увагу на трагічні події часів недовгого існування Угорської Радянської республіки. У країні лютує терор, і брати беруть у ньому активну участь. У душі Іштвана відбувається переоцінка цінностей, він намагається розірвати зі своїм минулим…

## У ролях
- Дьйордь Черхальмі — Іштван Жадання
- Лайош Балажович — Габор Жадання
- Габор Конц — Селеш-Тот
- Удо Кір — Пур
- Іштван Буйтор — Хедерварі
- Йожеф Мадараш — Андраш Бакса
- Аніко Шафар — Ханна
- Жужі Цинкоці — Естер
- Іштван Ковач — граф Іштван Комарі
- Імре Шарлаї — батько Жадання
- Ганна Такач
- Джоко Росіч
- Тибор Танцош
- Рада Рассімов
- Ласло Хорват
- Берталан Шольті
- Шандор Като
- Ганна Димна - подруга Ханни
- Петер Бенке
- Джорджіана Тар'ян — Марі
- Ержі Черхальмі
- Балаж Блашко
- Янош Доці
- Бенце Галко
- Ілдіко Хаморі
- Шандор Хальмадьї
- Іштван Хунядкюрті
- Ержі Хегедюш
- Матьяш Устич
- Габор Кішш
- Лаура Боконьї
- Янош Тримай
- Ева Деак
- Іштван Форро
- Агнеш Камонді
- Петер Ліптак
- Ласло Ленарт
- Золтан Надь
- Ласло Немет
- Чаба Оскаї
- Йожеф Пілішші
- Пал Секе
- Гьондьвер Віг
- Ференц Віраг Кіш
- Янош Ксантуш

## Нагороди
- Фільм був представлений на Каннському кінофестивалі 1979 року.
- Переможець конкурсу «Золотий павич» (за найкращий фільм) на 7-му Міжнародному кінофестивалі Індії.